# هيئة وادي النيل للملاحة النهرية
هيئة وادي النيل للملاحة النهرية هي هيئة حكومية مصرية سودانية مشتركة تعمل في مجال نقل البضائع والركاب، و اللحوم الحية بين مينائي السد العالي بأسوان وميناء الشهيد الزبيري بوادي حلفا. تأسست بالقرار الجمهوري رقم 970 لسنة 1975 وفقاً لإتقافية بين البلدين ولها حق الامتياز والناقل الوحيد الدولى ببحيرة ناصر.

## أصول الهيئة
تمتلك الهيئة أسطول لنقل الركاب والبضائع واللحوم الحية عبر النقل النهري الدولي بين البلدين :
- عدد 2 سفينة ركاب ألمانية الصنع حمولة 620 راكب للسفينة الواحدة بإجمالي 1240 راكب للرحلة الواحدة ذهاب وإياب.
- عدد 6 وحدات نهرية آلية للبضائع بإجمالي طاقة نقل 2100 طن في الرحلة بحد أدنى 180 طن وحد أقصى 750 طن للوحدة الواحدة.
- عدد 9 وحدات نهرية معدة للقطر والدفع بإجمالي طاقة نقل 2560 طن في الرحلة.
- عدد 1 قاطرة قدرة شد 256 حصان / طن.
- عدد 2 وحدة حمل سيارات معدة للقطر والدفع بحد أقصى 10 سيارات طول السيارة 3 متر تقريبا.[2][3]
- في حالة إيجار الوحدة يتم تحريك الوحدة بحد أدنى 90% من قيمة نولون الوحدة .

## مميزات الهيئة

### المزايا التجارية
- سرعة الإجراءات في تخليص الأوراق المطلوبة بنظام الشباك الواحد.
- توفير المخلص لتخليص البضائع.
- الأمان بالنسبة للبضائع.
- سرعة النقل النهري بين البلدين.
- توفير معدات الشحن والتفريغ اللازمة.[4]
- سرعة الإفراجات الجمركية بين البلدين من الموانئ النهرية.[5]
- التأمين على الوحدات المنقولة.[6]
- تقوم الهيئة باختيار أفضل ثلاث مصدرين وتقام لهم رحلة خمسة أيام بالغردقة ومرسى علم بحد أدنى للشحن خمسون ألف طن سنويا.[7]

### المزايا المالية
- يتم الإيداع بالعملة المصرية أو الأجنبية بالبنوك المصرية (البنك الأهلي المصري - بنك القاهرة فرع أسوان - بنك القاهرة فرع عدلي - البنك التجاري الدولي CIB ).
- يمكن الإيداع النقدي أو بشيك مقبول الدفع أو التحويل من البنوك الأخرى.
- توفير مندوب لاستلام المبالغ والشيكات سواء بالقاهرة أو أسوان.
- في حالة التوريد مقدما يتم عمل خصم الايداعات المقدمة.[8]

## انظر أيضًَا
- الهيئة العامة للنقل النهري.